# 4,4'-二硝基-2,2'-联吡啶-1,1'-二氧化物
4,4'-二硝基-2,2'-联吡啶-1,1'-二氧化物是一种有机化合物，化学式为C10H6N4O6。它可由2,2'-联吡啶经过氧化氢氧化后再由硝硫混酸氧化制得。它在乙酸中和乙酰溴反应，可以得到4,4'-二溴-2,2'-联吡啶。它在甲醇中和甲醇钠反应，可以得到4,4'-二甲氧基-2,2'-联吡啶-1,1'-二氧化物。